# Sebastian Holmén
Rasmus Sebastian Holmén (* 29. April 1992 in Borås) ist ein schwedischer Fußballspieler. Der Abwehrspieler, der 2013 in der Allsvenskan debütierte, ist der jüngere Bruder des schwedischen Nationalspielers Samuel Holmén. Er steht beim schwedischen Erstligisten IF Elfsborg unter Vertrag.

## Werdegang
Holmén entstammt der Jugend des Annelunds IF, 2007 wechselte er in den Nachwuchsbereich des IF Elfsborg. Dort durchlief er die einzelnen Nachwuchsmannschaften, ehe er Anfang 2012 aufgrund der Verletzungen von Daniel Mobaeck, Andreas Augustsson und Martin Andersson in der Vorbereitung auf die Spielzeit von Trainer Jörgen Lennartsson bei der Wettkampfmannschaft mittrainierte und getestet wurde. Letztlich blieb er in der Spielzeit 2012 ohne Spieleinsatz und trug allenfalls moralisch zum Meisterschaftsgewinn bei, sein Erstligadebüt feierte er Anfang April 2013 beim 1:1-Unentschieden bei Halmstads BK als Einwechselspieler für Stefan Ishizaki. Wenige Wochen später debütierte er für die schwedische U-21-Auswahl, als diese Anfang Juni durch Tore von Oscar Hiljemark, Dardan Rexhepi und Sam Larsson gegen die Schweiz einen 3:2-Erfolg errang. 
Nach einer erfolgreichen Saison, in der Holmén mit 19 Saisonspielen sich in der Wettkampfmannschaft von IF Elfsborg etabliert hatte, verlängerte der Klub den Kontrakt des Defensivspielers bis Ende 2016. Unter Klas Ingesson und Janne Mian war er auch in der Spielzeit 2014 Stammspieler, im Sommer gewann er mit der Mannschaft den Landespokal. Beim 1:0-Erfolg über Helsingborgs IF durch ein Tor von Lars Nilsson bestritt er die komplette Spieldauer.
Im Dezember 2014 nominierte Nationaltrainer Erik Hamrén Holmén als einen von neun Neulingen für die schwedische Nationalmannschaft, die im Januar 2015 eine Tour in den Nahen Osten machte und an dem nur in Schweden und Dänemark spielende Spieler nominiert wurden. Sein erstes A-Länderspiel bestritt er am 15. Januar 2015 beim 2:0-Sieg gegen die Elfenbeinküste als er in der 89. Minute eingewechselt wurde. Vier Tage später stand er gegen Finnland in der Startelf, wurde aber nach 75 Minuten ausgewechselt. Danach spielte er wieder für die schwedische U-21-Mannschaft. Zwei weitere Einsätze für die A-Nationalmannschaft folgten im Januar 2016, als wieder nur in Schweden und Dänemark spielende Spieler berücksichtigt wurden. Beim 1:1 gegen Estland am 6. Januar 2016 wurde er erstmals über 90 Minuten eingesetzt. Für die EM 2016, WM 2018 und EM 2021 wurde er nicht berücksichtigt. Erst im Herbst 2020 wurde er wieder bei zwei Freundschaftsspielen eingesetzt.

## Erfolge
IF Elfsborg
- Schwedischer Pokalsieger: 2014

Nationalmannschaft
- U21-Europameister mit Schweden: 2015